# العلاقات الغامبية المالطية
العلاقات الغامبية المالطية هي العلاقات الثنائية التي تجمع بين غامبيا ومالطا.

## مقارنة بين البلدين
هذه مقارنة عامة ومرجعية للدولتين:
| وجه المقارنة                                              | غامبيا       | مالطا                                                     |
| --------------------------------------------------------- | ------------ | --------------------------------------------------------- |
| المساحة (كم2)                                             | 11.30 ألف    | 316                                                       |
| عدد السكان (نسمة)                                         | 2.10 مليون   | 465.29 ألف                                                |
| الكثافة السكانية (ن./كم²)                                 | 185.84       | 147.24 ألف                                                |
| العاصمة                                                   | بانجول       | فاليتا                                                    |
| اللغة الرسمية                                             | لغة إنجليزية | اللغة المالطية، لغة إنجليزية                              |
| العملة                                                    | دالاسي غامبي | يورو، ليرة مالطية                                         |
| الناتج المحلي الإجمالي (بليون دولار)                      | 1.01 مليار   | 12.54 مليار                                               |
| الناتج المحلي الإجمالي (تعادل القوة الشرائية) بليون دولار | 3.34 مليار   | 14.68 مليار                                               |
| الناتج المحلي الإجمالي الاسمي للفرد دولار أمريكي          | 471          | 22.60 ألف                                                 |
| الناتج المحلي الإجمالي للفرد دولار أمريكي                 |              |                                                           |
| مؤشر التنمية البشرية                                      | 0.441        | 0.839                                                     |
| رمز المكالمات الدولي                                      | +220         | +356                                                      |
| رمز الإنترنت                                              | .gm          | .mt                                                       |
| المنطقة الزمنية                                           | 00           | توقيت وسط أوروبا، ت ع م+01:00، ت ع م+02:00، أوروبا/مالطا ‏ |

## منظمات دولية مشتركة
يشترك البلدان في عضوية مجموعة من المنظمات الدولية، منها:
| علم المنظمة | اسم المنظمة                               | تاريخ انضمام غامبيا | تاريخ انضمام مالطا |
| ----------- | ----------------------------------------- | ------------------- | ------------------ |
|             | يونسكو                                    | 1 أغسطس 1973        | 10 فبراير 1965     |
|             | مؤسسة التمويل الدولية                     | 19 سبتمبر 1983      | 1 يونيو 2005       |
|             | منظمة حظر الأسلحة الكيميائية              | ?                   | ?                  |
|             | الأمم المتحدة                             | 21 سبتمبر 1965      | 1 ديسمبر 1964      |
|             | الاتحاد الدولي للاتصالات                  | 27 مايو 1974        | 1965               |
|             | منظمة الشرطة الجنائية الدولية             | ?                   | ?                  |
|             | البنك الدولي للإنشاء والتعمير             | 18 أكتوبر 1967      | 26 سبتمبر 1983     |
|             | الاتحاد البريدي العالمي                   | ?                   | ?                  |
|             | المركز الدولي لتسوية المنازعات الاستشارية | 26 يناير 1975       | 3 ديسمبر 2003      |
|             | وكالة ضمان الاستثمار متعدد الأطراف        | 11 سبتمبر 1992      | 12 سبتمبر 1990     |
|             | منظمة التجارة العالمية                    | ?                   | ?                  |
|             | دول الكومنولث                             | 1965                | ?                  |

## وصلات خارجية
- موقع وزارة الخارجية الغامبية
- موقع وزارة الخارجية المالطية